# Uchibori Masao
Uchibori Masao (内堀 雅雄) (sinh ngày 26 tháng 3 năm 1964) là chính trị gia người Nhật Bản và là thống đốc hiện tại của tỉnh Fukushima kể từ năm 2014. Năm 2006, ông từng là phó thống đốc dưới thời tiền nhiệm cựu thống đốc Yūhei Satō